# Paul Ilg
Paul Ilg, född 14 mars 1875, död 15 juni 1957, var en schweizisk författare.
Paul Ilg skrev lyrik (Der Erde treu, 1943, är ett urval), en rad romaner, däribland Lebensdrang (1905), Der Landstörzer (1909), Brüder Moor (1912), Das Menschlein Matthias (1914), hans mest kända verk, Der starke Mann (1917), Der Führer (1919), Probus (1922), Jazzband in Obstalten (1931) och Grausames Leben (1944), samt noveller, bland annat Was mein einst war (1916) och Der rebellierte Kopf (1926).